# Regne d'Ammon
Ammon fou l'estat dels ammonites a l'est del Jordà. Tenien a l'oest el Galaad, al sud Moab i al nord probablement el regne de Geshur. A l'est hi havia el desert amb els kedarites i altres tribus nòmades.
El Deuteronomi diu que en aquest país vivien abans els zuzim o zamzummim.
La capital fou Rabbah o Rabbath Ammon (grec Rabbathammana) que Ptolemeu Filadelf va canviar a Filadèlfia que va convertir en ciutat important. Va donar nom a Amman.

## Història
El regne va sorgir al segon mil·lenni de la unió de tribus que van prendre el nom d'ammonites.
En temps dels jutges els ammonites estigueren aliats al rei Eglon de Moab contra Israel. Galaad i terres a l'oest del Jordà foren atacades.
Les incursions van seguir i Saul, el primer rei, els va derrotar. Els ammonites es van aliar al regne d'Aram (Damasc) però en temps de David el país fou ocupat pels israelites i ocupat inclosa la capital, i es van fer molts presoners en temps del rei Hanun.
El nou rei Shobi fou instal·lat al tron. A l'exèrcit de David hi va haver mercenaris ammonites. La dona principal de Salomó, fou una ammonita anomenada Naamaf, filla de Shobi.
Més tard els ammonites i israelites es van tornar a enfrontar en temps de Josefat, Jeroboam i Jotam; aquest darrer els va tornar a derrotar.
El rei Baasha, fill de Ruhubi, es va aliar a Ahab i altres estats contra Salmanassar III d'Assíria i va participar en la batalla de Qarqar (853 aC). Probablement Baasha era vassall de Bar-Hadad II rei arameu de Damasc. El 734 aC el rei Sanipu fou vassall de Teglatfalassar III i el seu successor Pudu-ilu ho fou de Sennàquerib i Assarhaddon. En aquest temps Ammon pagava 1/5 part de tribut que Judà.
El rei Amminadab I estigué entre els tributaris a la gran campanya d'Assurbanipal a Aràbia. Altres reis testimoniats són Barakel i Hissalel vers el 620 aC, i el seu fill Amminadab II (vers 600 aC).
Baalis va ser vassall del rei Nabucodonosor II de Babilònia. Derrotats els jueus van expandir el seu territori cap a Gat, i van ocupar Heshbon i Jazer. Revoltats contra Babilònia van rebre els jueus, també revoltats, en la seva retirada i el rei Baalis fou l'instigador de l'assassinat de Gedèlies, el governador de Jerusalem.
Quan els jueus van tornar i van reconstruir Jerusalem, els ammonites els foren hostils i Tobies, governador o rei d'Ammon, va obstaculitzar els treballs. Els matrimonis entre jueus i ammonites foren freqüents.
Dels ammonites es parla rarament sota els perses i selèucides. Apareixen sota els macabeus, dirigits per Timoteu, quan es van oposar al renaixement jueu sota Judes Macabeu i aquest els va derrotar i va annexionar el país. Els ammonites van desaparèixer progressivament absorbits per l'emigració de pobles nòmades del desert.

## Llista de reis
- Ben Ammi, segle xviii aC
- Nahash vers 1050-1000 aC
- Hanun ben Nahash vers després del 1000 aC
- a Israel vers 980 aC
- Sobi ben Nahash, vers 980 aC
- Desconeguts
- Ruhubi, després 880-860 aC
- Baasha, vers 850 aC
- Budili, vers 740 aC
- Sanipu, vers 735 aC
- a Asíria vers 715 aC
- Pado'el (Pudu-ilu), vers 700 aC
- Kabus-Gabri, vers 680 aC
- Amminadab I, vers 670 aC
- Barak-el vers 650 aC
- Hissal'el, vers 620 aC
- Amminadab II vers 600 aC
- Baalis vers 590-585 aC
- a Babilònia vers 585-539 aC 
  - Tobies I vers 580 aC
  - Desconeguts
- a Pèrsia 539-332 aC
  - Tobies II vers 525 aC
  - Desconeguts
  - Tobies III segle iv aC
  - Desconeguts
- a Macedònia 332-321 aC
- Antígon el borni 321-301 aC
- als selèucides 301-vers 200 aC 
  - Tobies IV, vers 270 aC
  - Tobies V, vers 200 aC
  - Timoteu, abans del 160 aC
- als macabeus vers 160 aC
- Zoilus Cotylas (Tirà de Filadèlfia vers 120-110 aC, Filadèlfia a la Decapolis vers 110 aC-85 aC
- Theodoros (Tirà de Filadèlfia) vers 100 aC
- als nabateus vers 80 aC
- a Roma 63 aC